# Grøngaard
Grøngaard (1613 auch als Grønhoff – Grünhof – bezeichnet, von dänisch „grønne“ = „grün, für Gras verwendetes Land“) ist eine Schlossruine in Dänemark etwa acht Kilometer östlich von Tønder. Die Domäne wurde von Herzog Hans dem Älteren 1567 gegründet.
Grøngaard war eine eigenständige Landgemeinde, die von 1871 bis 1920 vom Amtsbezirk Buhrkall verwaltet wurde. 1920 wurde der Amtsbezirk aufgelöst und die Gemeinde nach der Volksabstimmung in Schleswig an Dänemark abgetreten. Die Verwaltung erfolgt danach im Burkal Sogn, der bis 1970 zur Harde Slogs Herred im damaligen Tønder Amt gehörte. Anschließend wurde die Gemarkung Grøngaard der Tønder Kommune zugeschlagen. Im Zuge der Kommunalreform zum 1. Januar 2007 ging die Tønder Kommune in der „neuen“  Tønder Kommune in der Region Syddanmark auf. Am 1. Januar 2009 wurde das Gemeindegebiet des westlich gelegenen Hostrup Sogn um den Teil des Burkal Sogn erweitert, der auf dem Gebiet der Tønder Kommune lag.

## Geschichte

### Schloss Grøngaard
Herzog Hans der Ältere ließ dort 1570 ein Renaissance-Jagdschloss mit italienischen und französischen Stilelementen erbauen. Nach dem Tod des Herzogs 1580 wurde es nur selten genutzt und verfiel schnell. Von 1634 an war das Schloss unbewohnbar. 1648 bekam Amtsschreiber Jürgensen in Tønder die Erlaubnis, das Schlosses abzureißen. Dies geschah bis 1653.
Die Lage des Schlosses wurde 1946 von Lehrer V. Leick aus Lydersholm nachgewiesen. Die Fundamente des Schlosses wurden 1953 vom Dänischen Nationalmuseum teilweise und das gesamte Fundament in den 1970er Jahren freigelegt. Die Gründung der Burg und die Überreste des Grabens sind jetzt frei zugänglich.
Das Jagdschloss in der Mitte eines künstlichen Sees wurde vermutlich von  Baumeister Herkules von Oberberg gebaut. Es war ein relativ kleines rechteckiges dreistöckiges Gebäude, 16 mal 18 Meter, mit einem achteckigen Turm an jeder Ecke, gegründet auf einem Granitsockel aus rotem Backstein mit Dekorationen aus gotländischem Sandstein und eine säulengestützte Galerie an der Hauptfassade. Das steile Pyramidendach war vermutlich mit glatten Fliesen-Platten (Biberschwänzen) gedeckt, die vier mit Schiefer gedeckte Türme hatten als oberen Abschluss ein schmales Bleidach. Das Treppenhaus befand sich in der Mitte der Nordfassade.

### Grøngaard Ladegård

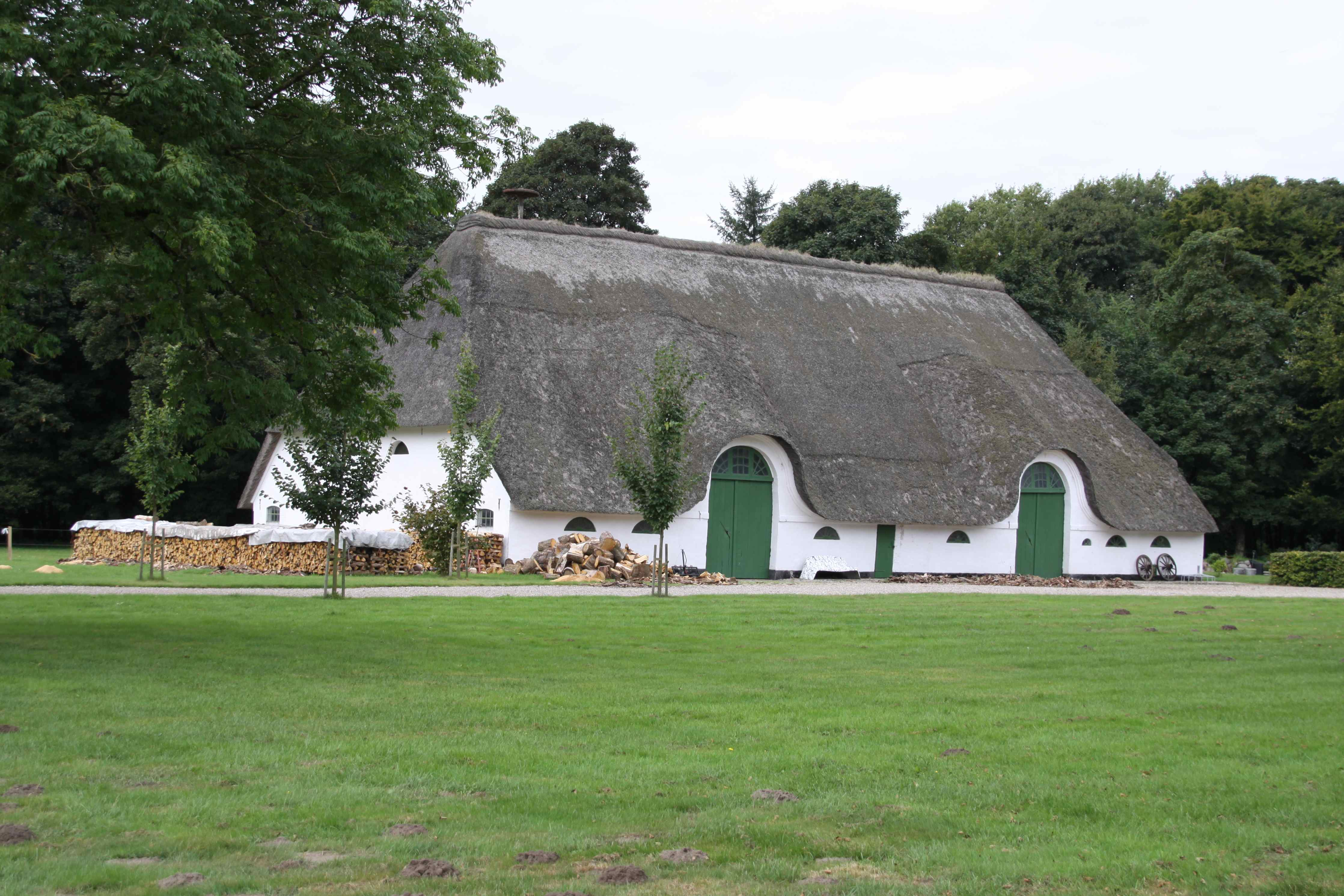
Scheune des Gutshofes

1695 wurde Grøngaard in einen selbstständigen Bauernhof, Grøngaard Ladegård, umgewandelt. Als 1775 die Bedeutung der Landwirtschaft nachließ, wurden die Gehöfte Petersgaard, Holmsgaard und Blomsgaard von Grøngaard abgeteilt. Etwa zur gleichen Zeit wurde die reetgedeckten Scheune im Holsteiner Stil auf dem Hof erbaut.

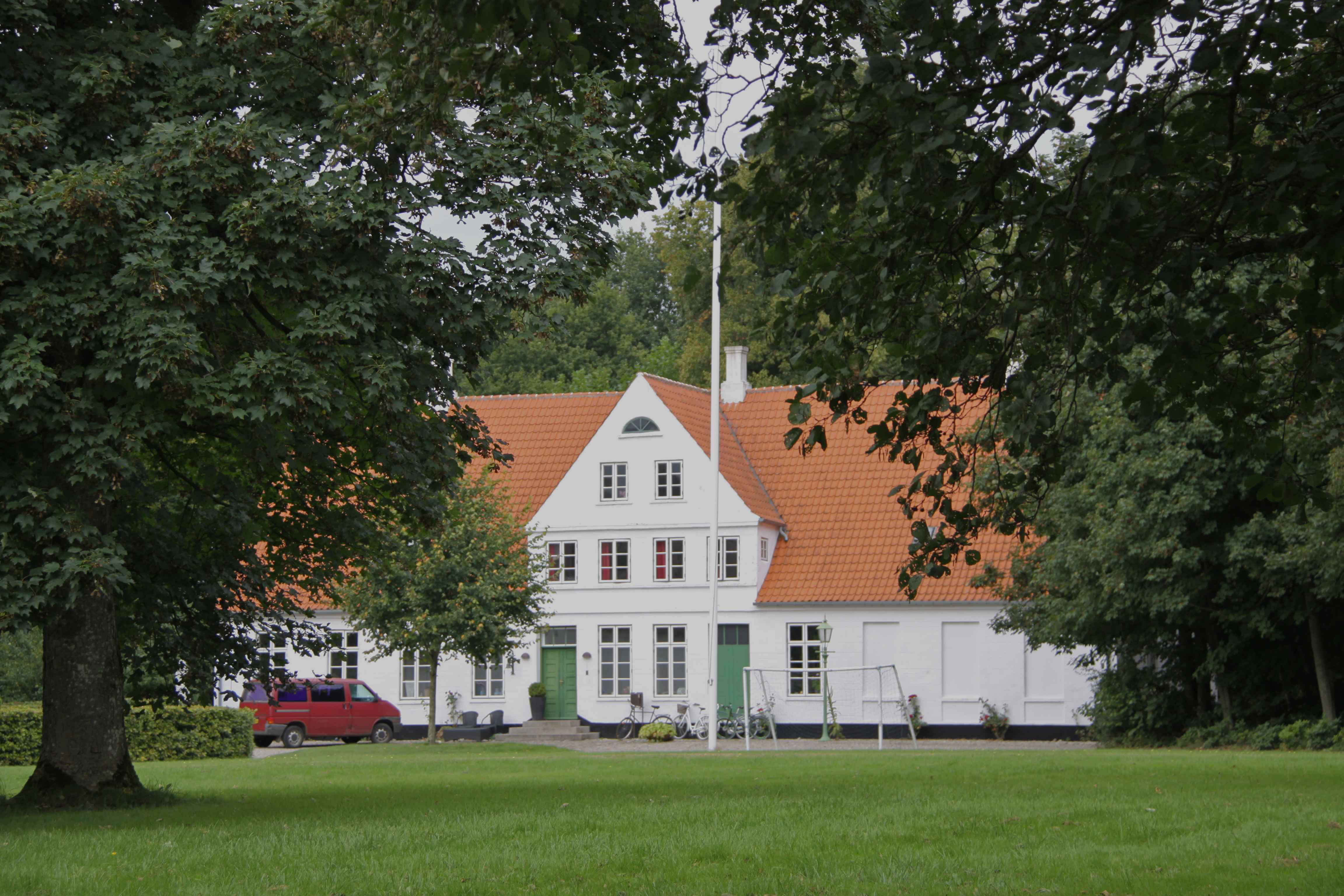
Gutshaus

Das große Hauptgebäude wurde 1844 errichtet, nachdem das Vorgängergebäude abgebrannt war.
Um 1848 besaß der in der Nähe liegende Bachlauf Grønå, der größte Zufluss der Vidå, keine Brücke. Personen wurden mit einem Boot, das den Besitzern von Grøngaard gehörte, gegen Zahlung von einem Skilling übergesetzt. Die Bewohner von Grøngaard und Lydersholm beschlossen zu dieser Zeit, eine Brücke über den Bach zu bauen, die ebenfalls gegen Gebühr zu benutzen war.
1820 und 1890 ging Grøngaard in Konkurs und erhielt einen neuen Besitzer.
1924 kam Grøngaard nach einem Austausch mit Augustenborg Hovedgaard auf Als in staatliche Verwaltung. Der Hof wurde durch den Staat bewirtschaftet, da die weiten Ländereien in der Umgebung von dort aus gepflegt wurden.
1957 erfolgte ein Tausch von 38 Hektar Land zwischen Grøngaard und dem Pfarrhof Burkal. Seitdem gehört zu Grøngaard eine 79 Hektar große Fläche, die ehemals im Besitz des Pfarrgemeinderates von Burkal waren. Dieses Land, von dem 20 Hektar mit Wald bewachsen sind, ist an verschiedene Pächter vergeben.